# Dodia
Dodia é um gênero de traça pertencente à família Arctiidae.